# 殳部
殳部（しゅぶ）は、漢字を部首により分類したグループの一つ。
康熙字典214部首では79番目に置かれる（4画の19番目）。

## 概要
殳部には「殳」を筆画の一部として持つ漢字を分類している。
単独の「殳」字は、ハンマー・枹のようなものを持った手を象る象形文字で、長柄の兵器を表す。
「殳」は意符としては、殴打、破壊、攻撃に関する文字に含まれる。

## 部首の通称
- 日本：ほこ、ほこづくり、るまた（上部の「几」が片仮名の「ル」に見えたことから「るまた」(ル又)という俗称が付けられた）
- 韓国：갖은등글월문부（gajeun deunggeulwolmun bu、いろいろな攴の部）
- 英米：Radical weapon

## 部首字
殳
- 広韻 - 市朱切、虞韻
- 詩韻 - 虞韻、平声
- 三十六字母 - 禅母
- 日本語 - 音：シュ（漢音） 訓：ほこ
- 中国語 - ピンイン：shū 注音：ㄕㄨ ウェード式：shu 1
- 朝鮮語 - 訓音：칠（chil、打つ） 수(su)

## 例字
- 殴・段・殺・殻・毀・殿・毅
  - 投⇒手部
  - 轂⇒車部